# Pelléas et Mélisande (Sibelius)

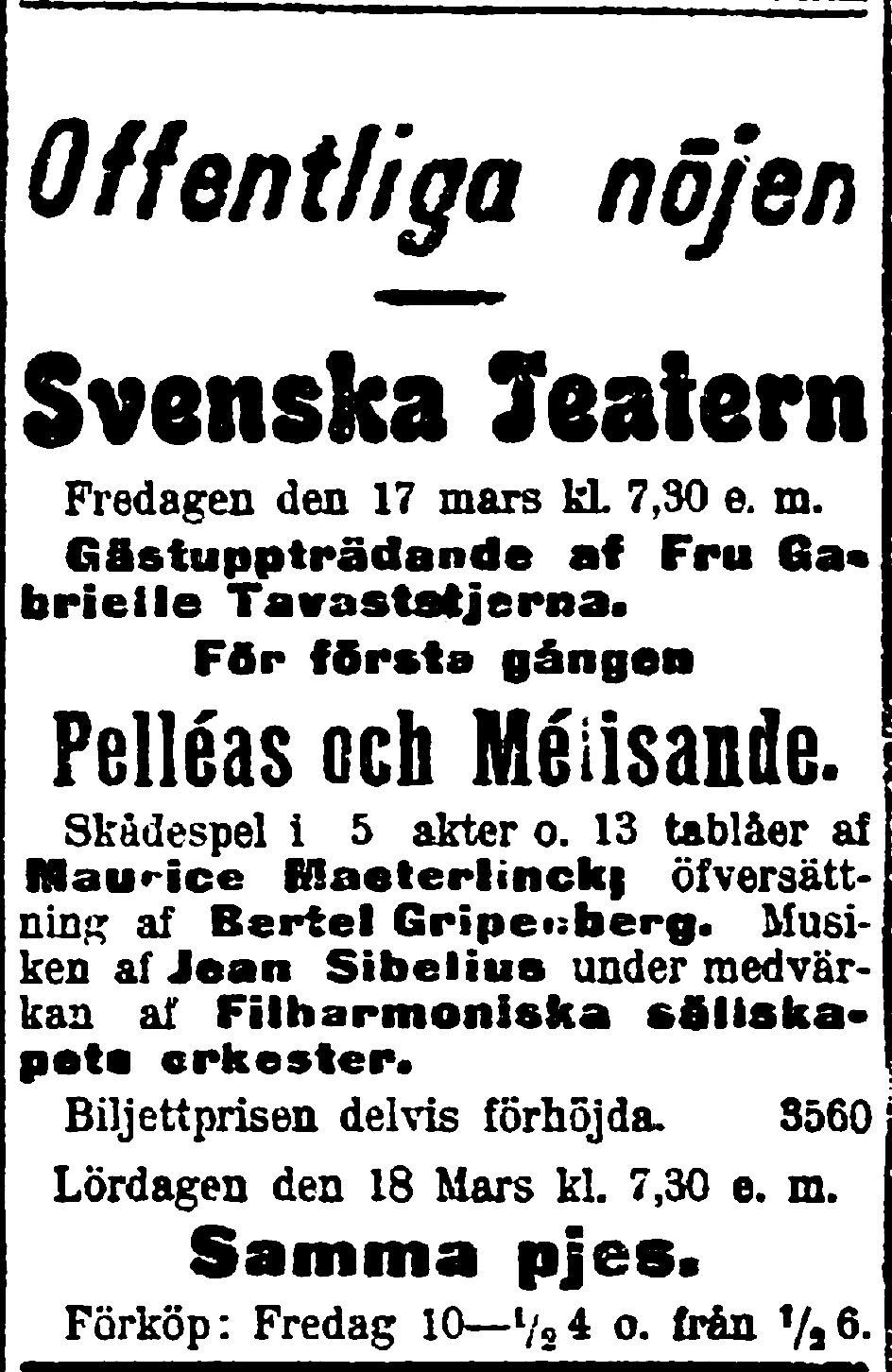
Un anunci del 17 de març de 1905 a Hufvudstadsbladet promocionant la música incidental de Sibelius a Pelléas och Mélisande

Pelléas et Mélisande (Pelléas och Mélisande), JS 147 és una música incidental de Jean Sibelius per a l'obra Pelléas i Mélisande de Maurice Maeterlinck de 1892. Sibelius va compondre deu seccions el 1905, que inclouen obertures als cinc actes i cinc moviments addicionals. Es va representar per primera vegada al Teatre Suec de Hèlsinki el 17 de març de 1905 amb una traducció de Bertel Gripenberg, dirigida pel compositor.
Sibelius més tard va reordenar lleugerament la música en una suite de nou moviments, publicada com a op. 46, que es va convertir en una de les seves obres de concert més populars.

## Moviments de la suite
Els moviments es van derivar dels següents números:
1. A la porta del castell (Preludi de l'Acte I, escena 1):
El moviment inicial de la suite per a orquestra es diu "A la porta del castell". Les cordes introdueixen un breu tema atmosfèric, que després es reitera amb l'ajuda dels vents fusta. Aquesta introducció es tanca amb acords austers. Aquesta secció és coneguda pels espectadors de televisió britànica com la melodia del programa de televisió més llarg del món (1957–present), el The Sky at Night de la BBC, presentat per primer cop per Sir Patrick Moore (1923-2012) i actualment per Chris Lintott i Maggie Aderin-Pocock.
2. Mélisande (Preludi de l'Acte I, escena 2):
El personatge de Mélisande es presenta amb material fortament característic presentat per un sol de cor anglès. A aquest li segueix un breu intermezzo, "A la vora del mar", que Sibelius considerava prescindible en les interpretacions de concert.
3. A la vora del mar (Melodrama de l'Acte I, escena 4)
4. Una primavera al parc (Preludi de l'Acte II, escena 1):
Les cordes presenten les densitats sonores del material melòdic de "Una primavera al parc".
5. Les tres germanes cegues (Cançó de Mélisande de l'Acte III, escena 2):
En "Les tres germanes cegues", un altre solo de cor anglès és contestat per harmonies orquestrals monolítiques.
6. Pastoral (Melodrama de l'Acte III, escena 4):
El sisè moviment, "Pastoral", està escrit per a instruments de fusta i corda i exhibeix la subtilitat de la música de cambra.
7. Mélisande a la filadora (Prèlude de l'Acte III, escena 1):
El setè moviment, "Mélisande al rodet", presenta la imatge més gran i dramàtica sentida fins ara. Aquest immens moviment podria servir com a final simfònic per dret propi, però el ritme del drama demana un epíleg.
8. Entr'acte (Prèlude de l'Acte IV, escena 1)
9. La Mort de Mélisande (Prèlude de l'Acte V, escena 2):[3]
Amb la commovedora "La Mort de Mélisande", la història tràgica de l'amor condemnat arriba a la seva conclusió.

S'exclouen de la suite el Preludi a l'acte IV, escena 2, així com la versió vocal del número 5, la cançó de Mélisande. Més tard, Sibelius va fer una transcripció de la suite per a piano sol, excloent el moviment 'A la platja'.

## Orquestració
L'obra està escrita per a flauta (amb flautí), oboè (amb corn anglès), dos clarinets, dos fagots, dues trompes, timbals / triangle / bombo i cordes.